# Kambiwa
Kambiwa is een geslacht van spinnen uit de familie trilspinnen (Pholcidae).

## Soorten
Het geslacht kent de volgende soorten:
- Kambiwa anomala (Mello-Leitão, 1918)
- Kambiwa neotropica (Kraus, 1957)